# Gouvernement de Kalisz
1837–1917
Entités précédentes :
- Voïvodie de Kalisz

Entités suivantes :
- Deuxième république de Pologne

Le gouvernement de Kalisz (en russe : Калишская губерния, en polonais : Gubernia kaliska) est une division administrative de l’Empire russe, située dans le royaume de Pologne, avec pour capitale la ville de Kalisz. Créé en 1837 à partir de la voïvodie de Kalisz le gouvernement existe jusqu’en à 1844 quand il est rattaché au gouvernement de Varsovie. Reformé en 1867 le gouvernement exista jusqu’en 1917.

## Géographie
Le gouvernement de Kalisz est le gouvernement le plus occidental des gouvernements de la région de la Vistule. Il est bordé à l’ouest par l’empire allemand, au nord-est par le gouvernement de Varsovie et au sud-est celui de Piotrków.
Le territoire du gouvernement est aujourd’hui partagé entre les voïvodies polonaises de Grande-Pologne et Łódź.

## Subdivisions administratives
Au début du XXe siècle le gouvernement de Kalisz était divisé en huit ouïezds : Wieluń, Kalisz, Koło, Konin, Łęczyca, Słupca, Sieradz et Turek.

## Population
En 1897 la population du gouvernement était de 840 597 habitants, dont 83,9 % de Polonais, 7,6 % de Juifs, 7,3 % d’Allemands et une petite minorité russe.